# Linn: Path of Orchards
Linn: Path of Orchards — игра-головоломка, доступная для мобильных устройств с операционными системами iOS и Android. Игрок управляет женским персонажем по имени Абан, которая должна добежать до выхода на вращающейся платформе. Разработкой игры занималась инди-студия Fanoos Games, а издателем выступила Crescent Moon Games. Впервые о предстоящем выпуске игры стало известно в январе 2019 года.

## Игровой процесс

Изображение игрового процесса

Игра представляет собой двухмерный платформер. Игрок управляет героиней по имени Абан, которая должна добраться до выхода на вращающейся платформе. Персонаж находится в постоянном движении и игрок может лишь менять её направление. Абан может бегать, совершать прыжок или двойной прыжок в воздухе, или же быстро спускаться вниз. Платформа, на которых перемещается героиня находится в постоянном движении, таким образом платформа может выступать как и полом, таки и стеной в зависимости от её текущего положения. Персонаж должен постоянно передвигаться, чтобы не упасть в пропасть. Если персонаж падает, то игра начинается заново.
Другая важная цель в игре — собрать как можно больше фрагментов перед тем, как добраться до выхода. Преодоление данной задачи становится всё труднее по мере того, как в новых уровнях вращение платформ становится всё быстрее или же платформы мгновенно меняют свою конструкцию, чтобы затем вернуться в своё исходное состояние. Таким образом, чтобы пройти уровень, игроку необходимо продумывать стратегию методом проб и ошибок. Чем меньше движений совершила Абан, при прохождении уровня, тем больше баллов причисляется игроку. Для того, чтобы открыть доступ к новых уровням, необходимо собрать достаточное количество баллов.
Игра является условно бесплатной, и количество жизней в бесплатной игре ограничено временем.

## Критика
| Сводный рейтинг    | Сводный рейтинг |
| Агрегатор          | Оценка          |
| ------------------ | --------------- |
| Metacritic         | 70/100          |
| Иноязычные издания |                 |
| Издание            | Оценка          |
| Pocket Gamer UK    | [ 6 ]           |
| Multiplayer.it     | 7,5/10          |
| KickMyGeek         | [ 3 ]           |
| 148Apps            | [ 7 ]           |

Критик сайта Pocketgamer заметил, что Linn: Path of Orchards предоставляет блестящий опыт прохождения через короткие, но опасные уровни, норовящие скинуть персонажа в пропасть. Даже несмотря на то, что со стороны может показаться, что в визуальном плане игра копирует Monument Valley. Тем не менее критик назвал игру ярким и интеллектуальным платформером, который «присваивает правила, перемешивает их и говорит игроку, чтобы он веселился с полученным результатом». В целом критик заметил, что игра не идеальна, но она справляется со своей задачей развлекать игрока. Критик сайта Multiplayer заметил, что игра представляет собой необычный платформер, заманивающий игрока своими мягкими пастельными тонами и сложными уровнями прохождения. Критик заметил, что игра побуждает игрока планировать и осуществлять задуманные стратегии методом проб и ошибок. Рецензент заметил, что Linn: Path of Orchards идеально подойдёт тем игрокам, которым нравится эстетика игры Monument Valley, но которым не хватает игрового процесса, ориентированного на скорость и рефлексы. В качестве недостатка критик указал на порой неудобное управление, из-за которого часто не возможно осуществить нужные манёвры и из-за которого персонаж слишком часто умирает.
Критик сайта KickmyGeek заметил, что Linn: Path of Orchards — из тех игр, которая завлекает игрока своим чистым графическим стилем, как это делали Monument Valley 2 или Alto’s Adventure. Критик также заметил, что «благодаря оригинальному игровому процессу, и механике управления, полностью адаптированной для тактильных экранов iPhone и iPad, данная игра соблазнит вас и заставить ненавидеть, поочерёдно». Критик подытожил, что несмотря на визуальный стиль, игра понравится далеко не всем игрокам, любящим мобильные головоломки, так как Linn: Path of Orchards требует от игрока меткость, терпение и прежде всего настойчивость на фоне постоянно усложняющихся уровней.
Наиболее сдержанный отзыв об игре оставил критик сайта 148apps, заметив, что Linn: Path of Orchards относится к таким играм, которые претендуют на величие за счёт своей визуальной эстетики и сложности, однако Linn едва ли можно назвать выдающейся игрой. Критик заметил, что идея того, что земля постоянно убегает от персонажа — сама по себе крайне интересна, однако реализована она с плохим управлением, которое не позволяет игроку воплощать задуманные комбинации прыжков и вынуждает его постоянно наблюдать за провалом и смертью героини. Таким образом по мнению критика времяпровождения в игре превращается в постоянную борьбу с кривым управлением. 